# Saint-Marcel-lès-Sauzet
Saint-Marcel-lès-Sauzet (okzitanisch Sant Marcèu de Sauset) ist ein Ort und eine Gemeinde mit 1.231 Einwohnern (Stand 1. Januar 2022) im Département Drôme in der südfranzösischen Region Auvergne-Rhône-Alpes.

## Lage
Saint-Marcel-lès-Sauzet liegt im Tal der Rhône in einer Höhe von ca. 110 m ü. d. M. etwa acht Kilometer nordöstlich von Montélimar.

## Bevölkerungsentwicklung
| Einwohner                  | 241 | 430 | 309 | 248 | 1104 | 1247 |
| Quellen: Cassini und INSEE |     |     |     |     |      |      |

Der Ende des 20. Jahrhunderts einsetzende Bevölkerungsanstieg ist im Wesentlichen auf die Nähe zur Stadt Montélimar und die auf dem Lande deutlich niedrigeren Immobilienpreise zurückzuführen.

## Wirtschaft
Die Einwohner des Ortes lebten jahrhundertelang als Selbstversorger von der Landwirtschaft (Feldbau und Viehzucht). Auch Wein wurde angebaut; der Ort besitzt auch heute noch das Recht zur Vermarktung seiner Weintrauben über die Appellationen Comtés Rhodaniens, Mediterranée und Drôme;, doch wird wegen kaum noch Wein angebaut. Stattdessen finden sich in kleinerem Umfang Oliven-, Aprikosen-, Kirsch- und Apfelbäume. Seit den letzten Jahrzehnten des 20. Jahrhunderts spielt der Tourismus in Form der Vermietung von Ferienwohnungen (gîtes) eine wichtige Rolle im Wirtschaftsleben des Ortes.

## Geschichte
Die Geschichte von Saint-Marcel reicht mindestens bis ins 10. Jahrhundert zurück; im 11. Jahrhundert wird ein Benediktinerpriorat unter der Führung von der Abtei Cluny erwähnt, welches der weiteren Entwicklung des Ortes neue Impulse gab. Im Mittelalter gehörte Saint-Marcel zu den Baronnies. Im 16. und 17. Jahrhundert geriet der Ort in die Wirren der Hugenottenkriege (1562–1598) und weiterer religiös motivierter Konflikte; er gehörte ab 1642 zum Besitz der Familie Grimaldi. Zu Beginn der Französischen Revolution wurde das Priorat aufgelöst; der Ort nahm vorübergehend den Namen Beauvallon an.

## Sehenswürdigkeiten
- Die ehemalige Prioratskirche Saint-Marcel ist ein spätromanischer bzw. frühgotischer Bau des ausgehenden 12. Jahrhunderts wie er in den Baronnies ansonsten unbekannt ist. Der gesamte Kirchenbau zeigt ein regelmäßiges Mauerwerk aus exakt behauenen Steinen. Die drei Apsiden haben große maßwerklose Rundbogenfenster und sind durch Strebepfeiler stabilisiert. Ähnliche Fenster finden sich auch in den Wänden des Langhauses und in der Fassade, an deren Spitzbogenportal die gotischen Stileinflüsse am deutlichsten werden. Die drei Kirchenschiffe zeigen Spitztonnengewölbe; die Vierung schließt mit einer oktogonalen Kuppel auf Trompen. Die Kirche wurde bereits im Jahr 1846 als Monument historique anerkannt.[2]
- Von der mittelalterlichen Burg (château) stehen noch ein Falltor sowie einige Mauerreste.